# Urbain François Lambert
Pour les articles homonymes, voir Lambert.
Urbain François Lambert, né le 25 mai 1773 à Melle (Deux-Sèvres), mort le 18 mai 1814 à Paris, est un général français de la Révolution et de l’Empire.

## États de service
Il entre en service le 1er mai 1793, comme sous-lieutenant dans la 1re compagnie franche des chasseurs Basques, et il est employé à l’Armée des Pyrénées par les représentants en mission Pinet et Cavaignac. 
Le 11 mars 1794, il passe au 21e régiment de chasseurs à cheval avec le grade de lieutenant. Il est nommé capitaine le 22 avril 1796 à l’armée d’Italie, et le 20 décembre 1796, il est placé dans les grenadiers à cheval de la garde du corps législatif.
Le 16 novembre 1797, il devient aide de camp du général Huet, et le 1er juillet 1798, il est mis à la suite du 4e régiment de chasseurs. Le 3 mars 1799, il suit le général Schérer en Italie, avec la fonction d’aide de camp, puis il devient adjoint aux adjudants-généraux le 27 avril 1799.
Le 5 juillet 1800, il est nommé chef d’escadron à l’armée du Rhin, en considération de sa belle conduite pendant la campagne et principalement lors de la Bataille de Moesskirch les 4 et 5 mai 1800.
De retour en France à l’issue du Traité de Lunéville, il passe chef d’état-major de la cavalerie du corps d’observation de la Gironde le 20 juin 1801, et le 11 octobre 1801, il rejoint le 24e régiment de chasseurs, destiné à l’expédition du général Leclerc au Portugal. En 1803, il est employé au camp de Brest, et il est fait chevalier de la Légion d’honneur le 14 juin 1804.
Le 16 mai 1806, il est affecté au 9e régiment de hussards avec le grade de major, et il participe à la bataille d’Iéna le 14 octobre 1806. Il est nommé colonel le 2 décembre 1806, au 4e régiment de chasseurs à cheval, et le 30 décembre il prend le commandement du 23e régiment de chasseurs à cheval. Il participe avec son régiment aux batailles d’Eylau le 8 février 1807, et de Friedland le 14 juin suivant. Il est créé baron de l’Empire le 20 juillet 1808.
En 1809, pendant la campagne d’Allemagne, il enlève le pont de Moersbourg, auquel l’ennemi avait mis le feu, il fait prisonnier tout le parti autrichien qui se trouve entre cette ville et Landshut, poursuit les débris de ce corps sur la route de Braunau et lui fait 600 prisonniers. Il reçoit deux blessures grave à la bataille d’Essling le 22 mai 1809, il est élevé au grade d’officier de la Légion d’honneur le 30 juin 1809, et il participe à la bataille de Wagram les 5 et 6 juillet 1809 avant de quitter l’armée pour se soigner.
Il est promu général de brigade le 6 août 1811, et il est chargé de conduire trois régiments à l’armée du Portugal. Début 1812, il est rappelé en France, et le 17 avril 1812, il est nommé commandant du département du Jura, et attaché à la réserve de cavalerie de la Grande Armée pendant la campagne de Russie. 
Le 9 février 1813, il reprend le commandement du département du Jura, qu’il quitte le 28 janvier 1814, pour rejoindre le dépôt de cavalerie d’Orléans, puis celui de Versailles, où il est chargé de la réception des chevaux.
Il quitte sa fonction le 30 mars 1814, et il meurt le 18 mai 1814, à Paris.

## Armoiries
- Baron de l’Empire le 19 mars 1808 (décret), le 20 juillet 1808 (lettres patentes)

- D'azur; au cheval effrayé d'argent, accompagné de trois étoiles de même, une et deux en chef à dextre; quartier des barons militaires - Livrées : bleu, blanc, et rouge

## Sources
- (en) « Generals Who Served in the French Army during the Period 1789 - 1814: Eberle to Exelmans »
- Thierry Pouliquen, « Les généraux français et étrangers ayant servis [sic] dans la Grande Armée » (consulté le 27 février 2014)
- « La noblesse d’Empire » (consulté le 27 février 2014)
- A. Lievyns, Jean Maurice Verdot, Pierre Bégat, Fastes de la Légion-d'honneur, biographie de tous les décorés accompagnée de l'histoire législative et réglementaire de l'ordre, tome 5, Bureau de l’administration, janvier 1844, 575 p. (lire en ligne), p. 502.
- (pl) « Napoléon.org.pl »